# عبد الله بن لادن
عبد الله بن أسامة بن محمد بن عوض بن لادن (مواليد 1979) أحد أبناء أسامة بن لادن وابن أسامة بن لادن من زوجته الأولى نجوى غانم أسامة بن لادن. وينبغي عدم الخلط انه الاخ غير الشقيق لأسامة بن لادن عبد الله بن لادن (مواليد 1966) أو كبار السن الشيخ عبد الله بن لادن، الذي توفي في عام 2002 في عمر ناهز 75 سنة.